# Euryglottis basalis
Euryglottis basalis är en fjärilsart som beskrevs av Rothschild 1906. Euryglottis basalis ingår i släktet Euryglottis och familjen svärmare. Inga underarter finns listade i Catalogue of Life.